# Ксаверов (Украина)
Кса́веров (укр. Ксаверів) (изначально — Литвиновичи) — село на Украине, основано в 1634 году, находится в Малинском районе Житомирской области. Расположено на реке Каменка.
Код КОАТУУ — 1823484601. Население по переписи 2001 года составляет 439 человек. Почтовый индекс — 11612. Телефонный код — 4133. Занимает площадь 2,524 км².
В селе родился Герой Советского Союза Иван Заклюка.

## Адрес местного совета
11600, Житомирская область, Малинский р-н, с.Ксаверов

## Уроженцы
- Дзежковский, Юзеф (1807—1865) — польский прозаик и журналист.
- Присяжнюк, Николай Владимирович (род. 1960) — министр аграрной политики и продовольствия Украины.